# Série ACT
La série ACT est une série de courses automobiles de type stock-car disputée au Québec, Canada. Au fil des saisons, des courses ont aussi été disputées en Ontario et aux États-Unis. Elle met en vedette des voitures de type LMS (Late Model Sportsman). La série est sanctionnée par l'American Canadian Tour, organisme américain qui a son siège social à Waterbury, Vermont, sous la direction de M. Tom Curley. Elle s'est implantée au Québec en 2007, à la suite de la dissolution de la Série nationale Castrol qui a œuvré en 2005 et 2006. Il s'agit de la plus importante série de courses automobiles de type stock car sur pistes asphaltées au Québec. Elle est la série "sœur" de la série américaine ACT Tour, dont les épreuves sont principalement disputées dans les états de la Nouvelle-Angleterre. Des courses regroupant les deux séries ont généralement lieu chaque année. En 2016, le contexte économique défavorable et la dévaluation du dollar canadien amènent les dirigeants à ne pas organiser de courses impliquant les deux séries. De plus, chaque année de 2008 à 2012, vers la fin de la saison, avait lieu le Showdown ACT regroupant les 11 premiers pilotes au classement des deux séries pour une confrontation de 200 tours à l'Autodrome Chaudière de Vallée-Jonction, dans la région de la Beauce au Québec. À la suite d'un changement de propriétaires à l'Autodrome Chaudière, cette épreuve a été abandonnée à partir de 2013.
De 2007 à 2012, la série s'est appelée « Série ACT Castrol ». Elle est devenue « Série ACT » en 2013, à la suite du retrait du commanditaire principal.
Le pilote ontarien Derek Lynch en a été le directeur de courses en 2013. À partir de 2014, la série est gérée par une équipe québécoise sous la présidence de Sylvain Brouillette. 

## La série nationale Castrol LMS Québec
L'idée d'une grande série québécoise de stock-car germait depuis longtemps mais les diverses tentatives n'avaient jamais données les résultats escomptés parce qu'il n'avait jamais été possible d'asseoir tous les intervenants, promoteurs, propriétaires de pistes et pilotes à la même table pour s'entendre sur un projet commun. Au contraire, les conflits, la discorde et les clans avaient causés l'échec de tous ceux qui s'y étaient essayés. La Série Suprême ADL Tobacco, en activité de 1999 à 2003, a sans doute été celle qui obtint le plus de succès, mais la loi fédérale sur l'interdiction de commandite pour les compagnies de tabac fut le dernier clou dans le cercueil d'une série à l'agonie, réduite à trois courses à l'Autodrome St-Félicien pour sa dernière saison. À la fin de l'année 2004, le Regroupement des pistes de course asphaltées du Québec (RPCAQ), comprenant les pistes de Sainte-Croix, de Montmagny, de Chaudière, de Saguenay, de Saint-Félicien et de Saint-Eustache était créé pour lancer la première véritable grande série québécoise de stock-car sous le nom de "Série nationale Castrol LMS Québec", avec comme directeur de courses l'ancien pilote Donald Forté. Immédiatement, le calibre des courses fut relevé par le nombre de voitures en piste et la présence de tous les meilleurs pilotes devant s'affronter sur les différents tracés de la province. Cependant, dès la deuxième saison, divers conflits et quelques controverses amenèrent la série à s'essoufler rapidement. C'est alors que Tom Curley et l'American Canadian Tour (ACT) entrèrent en scène pour récupérer la série et la rebaptiser "Série ACT Castrol" en 2007.

## Champions de la Série ACT

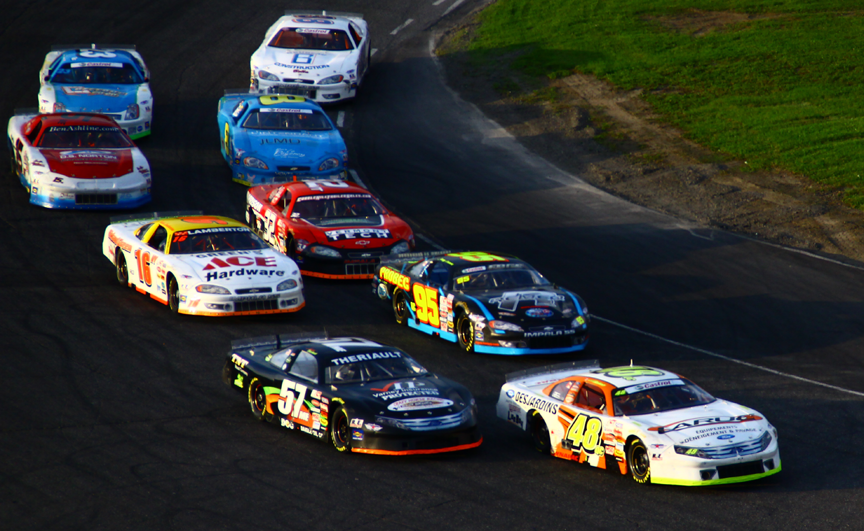
La Série ACT Castrol en action au Circuit Riverside Speedway Ste-Croix le 27 août 2011 - Photo Paul-Émile Poulin-Jacques

- 2015 : Dany Trépanier
- 2014 : Alex Labbé
- 2013 : Jean-François Déry
- 2012 : Patrick Laperle
- 2011 : Patrick Laperle
- 2010 : Karl Allard
- 2009 : Donald Theetge
- 2008 : Alexandre Gingras
- 2007 : Patrick Laperle

## Champions de la Série nationale Castrol
- 2006 : Donald Theetge
- 2005 : Sylvain Lacombe

## Circuits
Liste des circuits ayant présentés des courses de la Série nationale Castrol et de la Série ACT :
| Années                      | Pistes                               | Localisation               | Longueur                          |
| --------------------------- | ------------------------------------ | -------------------------- | --------------------------------- |
| 2005–Présent                | Autodrome St-Eustache                | Saint-Eustache, Québec     | 4/10 de mille (644 m)             |
| 2005–Présent                | Autodrome Montmagny                  | Montmagny, Québec          | 3/8 de mille (603 m)              |
| 2005–Présent                | Autodrome Chaudière                  | Vallée-Jonction, Québec    | 1/4 de mille (402 m)              |
| 2005–2007, 2009-2015        | Circuit Riverside Speedway Ste-Croix | Sainte-Croix, Québec       | 5/8 de mille (1 006 m)            |
| 2005–2006, 2012-2013        | Sanair Super Speedway                | Saint-Pie-de-Bagot, Québec | 9/10 de mille (trioval) (1 448 m) |
| 2005–2006, 2008, 2010, 2015 | Autodrome St-Félicien                | Saint-Félicien, Québec     | 1/2 mille (trioval) (805 m)       |
| 2007–2009                   | Capital City Speedway                | Ashton, Ontario            | 3/8 de mille (603 m)              |
| 2005                        | Autodrome Saguenay                   | Saguenay, Québec           | 1/3 de mille (536 m)              |
| 2011                        | New Hampshire Motor Speedway         | Loudon, New Hampshire      | 1 mille (1 609 m)                 |
| 2011, 2015                  | Airborne Park Speedway               | Plattsburgh, New York      | 1/2 mille (805 m)                 |

## Vainqueurs des courses de la Série ACT
2016

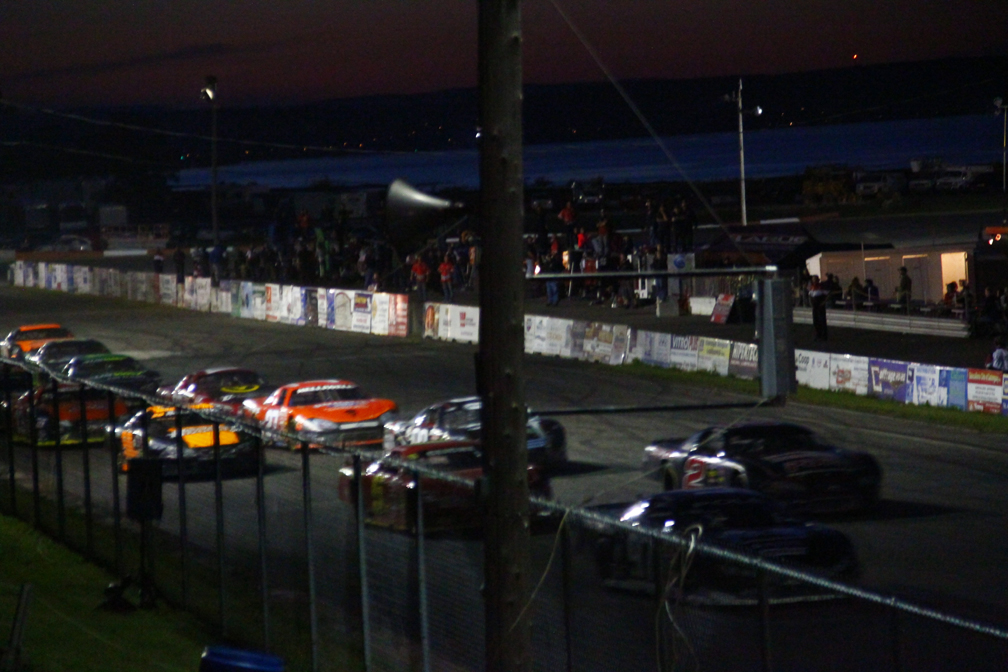
Course Can-Am 200 - Circuit Riverside Speedway Ste-Croix - 24 août 2013

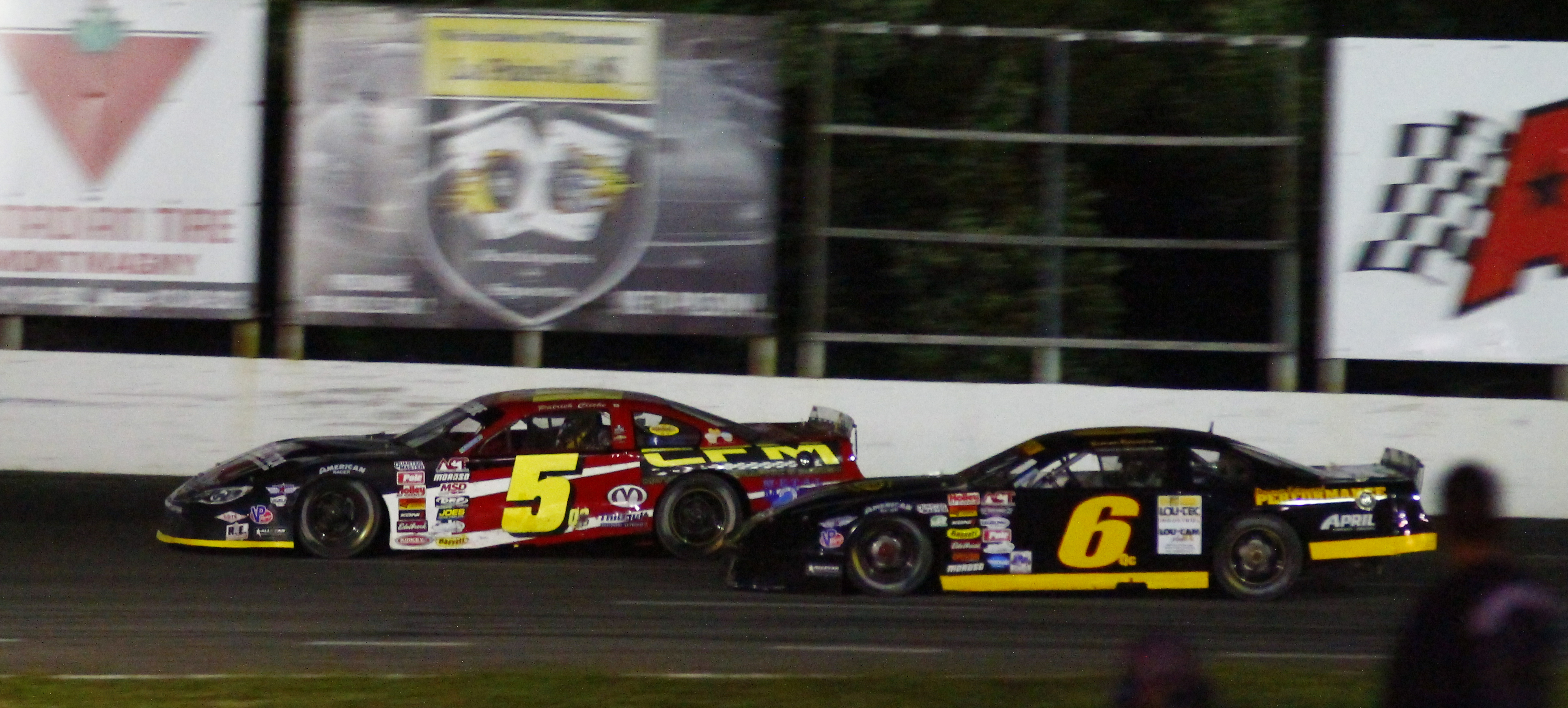
Patrick Cliche (5) et Simon Roussin (6) en action à l'Autodrome Montmagny - 27 juin 2015 (photo Paul-Émile Poulin-Jacques)

- 22 mai : Autodrome St-Eustache - Patrick Laperle
- 28 mai : Autodrome Chaudière - Patrick Laperle
- 25 juin : Autodrome Montmagny - Alex Labbé
- 23 juillet : Autodrome Montmagny - Donald Theetge

2015
- 17 mai : Airborne Park Speedway - Joey Polewarczyk, Jr.
- 23 mai : Autodrome St-Eustache - Alex Labbé
- 6 juin : Circuit Riverside Speedway Ste-Croix - Alex Labbé
- 27 juin : Autodrome Montmagny - Karl Allard
- 4 juillet : Autodrome St-Eustache - Martin Goulet, Jr.
- 12 juillet : Autodrome Chaudière - Alex Labbé
- 1 août : Autodrome St-Félicien - Dany Trépanier
- 22 août : Circuit Riverside Speedway Ste-Croix - Joey Polewarczyk, Jr.
- 5 septembre : Autodrome Montmagny - Alex Labbé
- 12 septembre : Autodrome Chaudière - Wayne Helliwell, Jr.
- 20 septembre : Autodrome St-Eustache - Donald Theetge
- 3 octobre : Airborne Park Speedway - Brian Hoar

2014
- 24 mai : Autodrome St-Eustache - Patrick Cliche
- 31 mai : Circuit Riverside Speedway Ste-Croix - Alex Labbé
- 7 juin : Autodrome Montmagny - Patrick Laperle
- 5 juillet : Autodrome St-Eustache - Dany Trépanier
- 12 juillet : Autodrome Chaudière - Martin Latulippe
- 2 août : Circuit Riverside Speedway Ste-Croix - Alex Labbé
- 23 août : Circuit Riverside Speedway Ste-Croix - Joey Polewarczyk, Jr.
- 14 septembre : Autodrome St-Eustache - Alex Labbé

2013
- 9 juin : Circuit Riverside Speedway Ste-Croix - Jean-François Déry
- 30 juin : Autodrome Montmagny - Donald Theetge
- 5 juillet : Autodrome Chaudière - Donald Theetge
- 13 juillet : Circuit Riverside Speedway Ste-Croix - Dany Trépanier
- 27 juillet : Autodrome Montmagny - Patrick Cliche
- 3 août : Sanair Super Speedway - Jimmy Hebert
- 10 août : Autodrome St-Eustache - Jean-François Déry
- 24 août : Circuit Riverside Speedway Ste-Croix - Alex Labbé
- 31 août : Autodrome Montmagny - Alex Labbé
- 14 septembre : Autodrome St-Eustache - Patrick Laperle
- 15 septembre : Autodrome St-Eustache - Jonathan Bouvrette

2012
- 26 mai : Autodrome Montmagny - Karl Allard
- 9 juin : Autodrome Chaudière - Donald Theetge
- 16 juin : Circuit Riverside Speedway Ste-Croix - Donald Theetge
- 1er juillet : Autodrome Montmagny - Patrick Laperle
- 7 juillet : Autodrome St-Eustache - Jean-François Déry
- 14 juillet : Circuit Riverside Speedway Ste-Croix - Jean-François Déry
- 28 juillet : Autodrome St-Eustache - Patrick Laperle
- 3 août : Autodrome Chaudière - Patrick Laperle
- 12 août : Sanair Super Speedway - Wayne Helliwell, Jr.
- 25 août : Circuit Riverside Speedway Ste-Croix - Brian Hoar
- 1er septembre : Autodrome Montmagny - Jean-François Déry
- 16 septembre : Autodrome St-Eustache - Patrick Laperle

2011
- 21 mai : Autodrome Chaudière - Patrick Laperle
- 4 juin : Autodrome St-Eustache - Daniel Descoste
- 11 juin : Autodrome Montmagny - Patrick Laperle
- 18 juin : Circuit Riverside Speedway Ste-Croix - Patrick Hamel
- 2 juillet : Autodrome Montmagny - Alex Labbé
- 9 juillet : Circuit Riverside Speedway Ste-Croix - Donald Theetge
- 16 juillet : Autodrome St-Eustache - Patrick Laperle
- 6 août : Autodrome Chaudière - Donald Theetge
- 13 août : New Hampshire Motor Speedway - Brian Hoar
- 11 septembre : Circuit Riverside Speedway Ste-Croix - Brian Hoar
- 18 septembre : Autodrome St-Eustache - Patrick Laperle
- 8 octobre : Airborne Park Speedway - Joey Polewarczyk, Jr.

2010
- 22 mai : Autodrome St-Eustache - Patrick Laperle
- 29 mai : Autodrome Montmagny - Patrick Laperle
- 12 juin : Autodrome Chaudière - Karl Allard
- 19 juin : Circuit Riverside Speedway Ste-Croix - Karl Allard
- 3 juillet : Autodrome Montmagny - Karl Allard
- 10 juillet : Autodrome St-Félicien - Patrick Laperle
- 26 juillet : Circuit Riverside Speedway Ste-Croix - Karl Allard
- 31 juillet : Autodrome St-Eustache - Sylvain Lacombe
- 7 août : Autodrome Chaudière - Karl Allard
- 14 août : Circuit Riverside Speedway Ste-Croix - Brian Hoar
- 26 septembre : Autodrome St-Eustache - Karl Allard

2009
- 17 mai : Autodrome St-Eustache - Patrick Laperle
- 30 mai : Autodrome Montmagny - Jean-François Déry
- 6 juin : Autodrome Chaudière - Donald Theetge
- 13 juin : Capital City Speedway - Sean Kennedy
- 20 juin : Circuit Riverside Speedway Ste-Croix - Brent Dragon
- 1er août : Autodrome Montmagny - Patrick Laperle
- 8 août : Autodrome Chaudière - Patrick Laperle
- 22 août : Circuit Riverside Speedway Ste-Croix - Donald Theetge
- 20 septembre : Autodrome St-Eustache - Jonathan Urlin

2008
- 18 mai : Autodrome St-Eustache - Patrick Laperle
- 14 juin : Autodrome Chaudière - Donald Theetge
- 5 juillet : Autodrome St-Félicien - Jean-François Déry
- 9 août : Capital City Speedway - Martin Lacombe
- 16 août : Autodrome Chaudière - Karl Allard
- 23 août : Autodrome Montmagny - Mario Gosselin
- 24 août : Autodrome Montmagny - Mario Gosselin
- 20 septembre : Autodrome St-Eustache - Sylvain Lacombe

2007
- 19 mai : Autodrome Montmagny - Donald Theetge
- 26 mai : Autodrome St-Eustache - Normand Lavigueur
- 9 juin : Capital City Speedway - Alexandre Gingras
- 16 juin : Autodrome St-Eustache - Sylvain Lacombe
- 24 juin : Circuit Riverside Speedway Ste-Croix - Alexandre Gingras
- 29 juin : Autodrome Chaudière - Michael Lavoie
- 24 juillet : Circuit Riverside Speedway Ste-Croix - Sylvain Lacombe
- 28 juillet : Autodrome St-Eustache - Patrick Laperle
- 11 août : Circuit Riverside Speedway Ste-Croix - Patrick Laperle
- 17 août : Autodrome Chaudière - Alexandre Gingras
- 26 août : Autodrome Montmagny - Donald Theetge
- 23 septembre : Autodrome St-Eustache - Sylvain Lacombe

## Vainqueurs des courses de la Série nationale Castrol
2006
- 27 mai : Autodrome St-Eustache - Martin Lacombe
- 4 juin : Autodrome Chaudière - Sylvain Lacombe
- 17 juin : Circuit Riverside Speedway Ste-Croix - Marc Beaudoin
- 24 juin : Autodrome St-Félicien - Alexandre Gingras
- 2 juillet : Autodrome St-Eustache - Donald Theetge
- 9 juillet : Sanair Super Speedway - Ben Rowe
- 16 juillet : Autodrome Montmagny - Jean-François Déry
- 24 juillet : Circuit Riverside Speedway Ste-Croix - Donald Theetge
- 29 juillet : Autodrome St-Félicien - Karl Allard
- 5 août : Autodrome Montmagny - Donald Theetge
- 12 août : Circuit Riverside Speedway Ste-Croix - Donald Theetge
- 25 août : Autodrome Chaudière - Donald Theetge
- 2 septembre : Autodrome St-Eustache - Sylvain Lacombe
- 8 octobre : Autodrome St-Eustache - Sylvain Lacombe

2005
- 15 mai : Autodrome St-Eustache - Sylvain Lacombe
- 4 juin : Autodrome Saguenay - Sylvain Lacombe
- 18 juin : Autodrome St-Félicien - Karl Allard
- 26 juin : Sanair Super Speedway - Marc-André Cliche
- 2 juillet : Autodrome St-Eustache - Normand Lavigueur
- 16 juillet : Autodrome Montmagny - Donald Theetge
- 18 juillet : Circuit Riverside Speedway Ste-Croix - Donald Theetge
- 30 juillet : Autodrome St-Félicien - Sylvain Lacombe
- 14 août : Circuit Riverside Speedway Ste-Croix - André Beaudoin
- 26 août : Autodrome Chaudière - Jean-François Déry
- 4 septembre : Autodrome Montmagny - Sylvain Lacombe
- 11 septembre : Autodrome St-Eustache - Sylvain Lacombe
- 17 septembre : Autodrome Saguenay - Donald Theetge
- 2 octobre : Autodrome St-Eustache - Sylvain Lacombe

## Vainqueurs du Showdown ACT
- 9 septembre 2012 : Autodrome Chaudière - Dany Trépanier
- 10 septembre 2011 : Autodrome Chaudière - Brian Hoar
- 28 août 2010 : Autodrome Chaudière - Patrick Laperle
- 29 août 2009 : Autodrome Chaudière - Brent Dragon
- 6 septembre 2008 : Autodrome Chaudière - Patrick Laperle